# Marc Navarro
Marc Navarro (Barcelona, 2 de julho de 1995) é um futebolista profissional espanhol que atua como defensor.

## Carreira
Marc Navarro começou a carreira no RCD Espanyol.